# Mangom
Mangom est un village de la commune de Nyambaka située dans la Région de l'Adamaoua et le département de la Vina au Cameroun.

## Localisation et population
Le village Mangom se situe a l'est de la commune de Nyambaka.
En 1967, Mangom comptait 822 habitants, principalement des Foulbé. Cependant, lors du recensement de 2005, on y a dénombré 941 habitants dont 504 de sexe masculin et 437 de sexe féminin, tandis que les diagnostics du Plan communal de développement (PCD) de la commune de Nyambaka, réalisé en 2015, ont permis de recenser 1380 personnes dont 670 de sexe masculin et 710 de sexe féminin.

## Climat
Mangom bénéficie d'un climat tropical avec une température moyenne de 21,8 °C. Le mois de mars est le plus chaud de l'année avec une température moyenne de 23,5 °C  tandis que juillet est le mois le plus froid avec une température moyenne de 20,8 °C. Cependant, cette température peut diminuer jusqu'à atteindre 12,5 °C en décembre, comme elle peut s'élever à 30,8 °C en février.
Concernant les précipitations, on note une variation de 282 mm tout au long de l'année entre 283 mm en août et seulement 1 mm en décembre.